# Bulou Mataitoga
Pas d'image ? Cliquez ici

a Compétitions nationales et continentales officielles uniquement.

b Matchs officiels uniquement.
Dernière mise à jour le 1 mai 2025.
Bulou Mataitoga, née le 8 avril 1994 à Suva (Fidji), est une joueuse internationale américaine de rugby à XV et internationale de rugby à sept. Elle évolue aux postes d'arrière ou d'ailier et joue en Angleterre, sous les couleurs du Loughborough Lightning.

## Biographie
Née le 8 avril 1994 à Suva, Bulou Mataitoga commence à jouer au rugby à XV à dix ans, alors qu'elle vit toujours aux Fidji. Elle joue à XV après son installation aux États-Unis en 2013. Au lycée, elle pratique également le basket-ball et l'athlétisme.
En 2016, elle dispute son premier tournoi de rugby à sept avec les États-Unis à Dubaï.
En juin 2019, elle fait ses débuts internationaux avec la sélection des États-Unis à XV, contre l'Angleterre.
En 2021, elle part jouer en Angleterre, au Loughborough Lightning.
Elle est sélectionnée pour la Pacific Four Series 2022 mais n'est pas retenue pour la Coupe du monde où elle a le statut de réserviste,.
Durant la Pacific Four Series 2024, elle est titulaire lors de la victoire face aux Wallaroos qui qualifie les Eagles pour la Coupe du monde 2025,.

## Palmarès
Néant